# ブラック・ジャック (テレビアニメ)
『ブラック・ジャック』は、手塚治虫の漫画『ブラック・ジャック』を原作とする、2004年から2006年にかけて放送された連続テレビアニメである。全63話（秘蔵版SPで放送されたエピソード2話を含む）。
本項では、その前身であるテレビスペシャル版、派生作品である劇場版『ブラック・ジャック ふたりの黒い医者』についても扱う。このテレビアニメの続編については『ブラック・ジャック21』を参照。キャッチコピーは「神か悪魔か奇跡の手、一人の外科医が巻き起こす命の物語」。

## 概要
よみうりテレビ・手塚プロダクション制作。よみうりテレビ・日本テレビ系列にて2004年10月11日より毎週月曜日19時00分 - 19時30分の枠で放送されていた。改変時期の特番放送のため、前番組『犬夜叉』終了（2004年9月13日）から1か月近く空いての開始となっている。
他のアニメ作品とは異なり、出崎版OVAとは声優やスタッフと一部同じであるのを除いて、ストーリー上の繋がりがない。
日本テレビ系アニメ初のハイビジョンアニメとして制作されている（当時地上波デジタル放送が開局済みだった東名阪エリアの日本テレビ・中京テレビ・制作局のよみうりテレビと、同エリア以外でいち早くデジタル放送を開局していた富山県の北日本放送の地上デジタル放送のみデジタルハイビジョン放送、以上4局の地上アナログ放送と当時デジタル放送が未開局だったそれ以外のネット局はサイドカットされたSD画質だった）。
全日帯での放送であるため、OVAとは異なり、原作で描かれている性的な表現（乳首など）や暴力的なシーン（B.Jが拳銃を患者に向けるシーンなど）などはカット・変更されている。また原作で死亡した患者が間一髪のところで生存したり（『文化祭の用心棒』など）、悪人だったキャラクターがB.Jの叱咤やピノコとの交流を経て改心の兆しを見せる(『もらい水』、『ピノコ行方不明！？』など、希望の見える結末に変更されたストーリーも多く存在する。作中の時代設定は放送時の平成となり、原作掲載時と比べ、時代にそぐわないもの（原爆投下やオイルショックなど）はカット、もしくは現代に合うように変更している（作中でパソコンを使用するなど）。また、原作では中途半端で終わった話がアニメではその後が描かれている（『もらい水』、『メールの友情』など）。
2006年3月6日の放送『Karte61：二人のピノコ』をもって一旦終了した（ただし、最終話という告知そのものはなかった）。同年4月よりタイトルを『ブラック・ジャック21』に変更し、1話完結のオムニバス形式ストーリーから連続ストーリーに移行した。
2006年7月17日は本来なら休止であったが、PRIDE&SPIRIT 日本プロ野球「阪神対巨人」が中止となり、雨傘番組として『ブラック・ジャック 秘蔵版スペシャル』を放送。同年3月までに放送されなかった2エピソード『ひったくり犬』、『樹海のかまいたち』が初放送された。
2005年8月から月に1巻のペースでavex modeよりDVD化されている。なお、秘蔵版SPで放送されたエピソード2話は『ブラック・ジャック21』のDVD-BOXに収録された（レンタル版は「ブラック・ジャック Vol.22」としてリリースされた）。

### 放送の自粛・延期
作品の性質上、災害や事件・人災を扱うことが多く、そのため放送予定の内容が実際に起こった災害や事件と偶然にも重なった場合、放送を自粛・延期することがあった。
例えば、2004年10月25日放送予定だった『Karte03：ひったくり犬』は、これからレギュラー出演する犬のラルゴのお披露目の回だったが、本編に地震のシーンがあったために放送2日前の23日に発生した新潟県中越地震の影響で放送延期となり、本来の放送日には第1回放送の『Karte00：オペの順番』を再放送した（なお、その冒頭の謝罪テロップでも文字が1字多いという誤りがあった）。
また、2005年5月23日放送の『Karte28：荒野の伝染病』は、元々『揺れる手術室』を放送した後、同月30日に放送予定だったが、『揺れる手術室』の「電車の振動で手術ができないというシーン」が放送前の4月25日に発生したJR福知山線脱線事故を連想させるとして放送延期となり、1話繰り上がって放送された。
『揺れる手術室』は2005年7月4日に、『Karte03：ひったくり犬』は2006年7月17日に放送された（この際、『Karte03：ひったくり犬』は『Special Karte：ひったくり犬』と表記された）。その後の讀賣テレビ放送での再放送時、各配信サイトやソフトでは『Karte03』表記に戻っている。

## 登場人物
ブラック・ジャック
声 - 大塚明夫

ピノコ
声 - 水谷優子

手塚医師
声 - 堀秀行

本節では漫画とアニメで設定の違いの多いキャラ、およびアニメオリジナルキャラのみを挙げる。ゲストキャラの代役を務めることがある。ブラック・ジャックの名前は以下、「B・J」で統一する。
写楽（しゃらく）
声 - 佐藤ゆうこ
B・Jらが住む町の中学に通う少年でピノコの親友。坊主頭で額に絆創膏のいでたち。貧弱で気が弱い。
『Karte：38 未知なる者への挑戦』（以下、『Karte：38』）では宇宙人にB・Jとの意志疎通のために洗脳されてしまい、普段とは全く異なる傲慢な態度になった。
元は同じ時期に漫画が連載されていた手塚作品『三つ目がとおる』の主人公写楽保介（しゃらく ほうすけ）。
放送では「シャラク」とカタカナ表記された時期がある。
和登（わと）
声 - 小野涼子
写楽の姉。見た目はかわいいが弟とは正反対に気が強く、剣道部の主将を務める正義感の強い女子高校生。両親が海外で仕事をしていることもあり、いつも写楽を心配している。劇中ではB・Jに恋心を抱いているかのような描写が見られるが、レギュラーキャラクターの中で彼女のみ、B・Jの手術を受けていない。こちらも元は『三つ目がとおる』の登場人物和登千代子で、後述の本間久美子は彼女を元と同じように「和登さん」と呼ぶため、名字か名前か不明だったが『Karte：38』で父・剣持の登場により、名前と判明した。
本間久美子（ほんま くみこ）
声 - 川瀬晶子
B・Jの恩師、本間丈太郎の娘で『Karte：17 声を失ったアイドル』で、彼は3年前に亡くなったと公言している。哲が経営する喫茶店「Tom」に住まわせてもらっていて、ウェイトレスのアルバイトもしている美少女。和登とは高校の同級生で友人。B・Jは公言していないが哲と同様、恩師の娘ということもあり『Karte：21 春一番』では彼女の目の手術を無償で行ったり、女子高生にもかかわらず「さん付け」で呼ぶなど、他のキャラクターとは明らかな違いが見られた。また、久美子にとっては彼が初恋の相手らしい。
なお、原作では『満月病』に本間丈太郎の娘が登場するが、名前は「山下クミ」で名字が丈太郎と違うほか、アニメとは対照的に、長髪の容姿をしている。また、1話限りの登場である。
ラルゴ
声 - 石井真
B・Jの家で飼われているメス犬。原作では『万引き犬』のみに登場し、地震で全壊した彼の家の下敷きとなり死んでしまうが、アニメでは手術を施されて生き延び、レギュラーキャラクターとして登場する。普段はおとなしいが、近くにいる人間に迫っている危機を本能的に察知することができる。時にはB・Jの指示で緊急時の人探しに駆り出されることもある。
犬持（けんもち）
声 - 中庸助
写楽と和登の父親。外国で遺跡の発掘作業をしている。
『Karte：38』に登場。こちらも元は『三つ目がとおる』で写楽の養父。
哲（てつ）
声 - 富田耕生
喫茶店「Tom」のマスター。本間丈太郎への恩義から、その娘・久美子を家に住まわせている。元手品師。原作でも指を切断されたスリ「哲」として登場するが、和登や写楽を見守るキャラクターは『三つ目がとおる』の中華料理屋のヒゲオヤジ。
本間丈太郎
声 - 阪脩
BJの恩師で本間久美子の父。
- オープニングナレーション
声 - 立木文彦
※ノンクレジット

『Karte46：文化祭の用心棒』にはhiroが本人役で特別出演し、2代目ED「Clover」を歌った（手塚アニメに本人役で出演する例はこれが初）。また、『Karte52：一瞬の目撃者』は、原作では手塚治虫本人が拘引されても警察署で漫画を描き続けるジョークシーンがあり（これは手塚作品なら珍しいことではないが）、それに因んでアニメでは監督の手塚眞（声優も本人）、チーフプロデューサーの諏訪道彦、プロデューサーの斎藤朋之、脚本の大和屋暁の名前のキャラクターが登場する。その他、手塚眞自身がファンという映画監督デヴィッド・クローネンバーグに因んだ人物を登場（Special Karte）させるなど、原作にも時折登場したようなこだわりや遊びも見られる。

## 本編終了後のコーナー
ピノコの日記（Karte00 - Karte10）
本編での名ゼリフをピックアップするコーナー。
Karte：NG（Karte11 - ）
本編の制作をドラマの撮影とみなし、その撮影中に起きた（という設定になっている）NGやハプニングを紹介するコーナー。DVDには未公開NG集が収録されている。携帯サイトでも1話につき3本分のNGが配信されている。
- なお、これらは後の千葉テレビにおける再放送ではカットされている（Karte01を除く）。

## スタッフ
- 原作 - 手塚治虫（秋田書店刊）
- 企画 -  諏訪道彦、清水義裕
- 監督 - 手塚眞
- チーフディレクター - 桑原智
- シリーズ構成 - 吉村元希
- 医学アドバイザー - 竹下俊隆
- メインキャラクターデザイン - 神村幸子
- プロップデザイン - 中川航
- 美術監督 - 斉藤雅巳、柴田正人
- 撮影監督 - 木村俊也
- デジタルテクニカルディレクター - 高橋賢太郎
- 編集 - 森田清次
- 音楽 - 松本晃彦
- 音響監督 - 井澤基
- ミキサー - 大城久典
- 音楽プロデューサー - 堀切伸二
- アニメーションプロデューサー - 大石光明、大澤宏志
- チーフプロデューサー - 諏訪道彦、久保田稔
- プロデューサー - 斎藤朋之、宇田川純男
- 製作 - よみうりテレビ、手塚プロダクション

## 主題歌
オープニングテーマ
「月光花」（Karte00 - Karte28）
作詞・作曲 - yasu / 歌 - Janne Da Arc
- ナレーション：立木文彦（ノンクレジット）

「Here I Am」（Karte29 - Karte51）
作詞・作曲・編曲 - 小室哲哉 / 歌 - globe
- サビに入る前に、如月恵（けい）、桑野このみ（ブラッククイーン）、ドクター・キリコ、琵琶丸がランダムで登場する。

「Fantastic」（Karte52 - Karte61、Special Karte）
歌・作詞 - 鈴木亜美 / 作曲 - y@suo ohtani / 編曲 - 原田憲
- 2005年12月5日より変更。
- 前奏でその日の話を簡略化した映像が流れ、それに合わせてあらすじをB・J、ピノコが語り「Todays Karte 〇〇（その日のタイトル）」といってOP映像に切り替わる。この手法は後の『ブラック・ジャック21』にも引き継がれている。

エンディングテーマ
「黒毛和牛上塩タン焼680円」（Karte00 - Karte28）
作詞・作曲・歌 - 大塚愛 / 編曲 - 大塚愛、Ikoman
- Karte17ではこの回のゲストキャラクター･朝戸レイが本曲をステージ（夢の中ではあるが）で披露している。

「clover」（Karte29 - Karte51）
作詞 - 西田恵美 / 作曲 - 関山弘之 / 編曲 - SiZK、華原大輔 / 歌 - hiro
- 2代目オープニングテーマと共に2005年5月30日より変更。

「careless breath」（Karte52 - Karte61、Special Karte）
作詞 - Kenn Kato / 作曲 - 菊池一仁 / 編曲 - 原田憲 / 歌 -  EXILE
- 後の『ブラック・ジャック21』に引き継がれる。

秘蔵版スペシャルでは、「月光花」が『Special Karte：ひったくり犬』のオープニング、「Fantastic」が『Special Karte：樹海のかまいたち』のオープニング、「careless breath」が『Special Karte：樹海のかまいたち』のエンディングに使われた。

## 各話リスト
| 各話                | 放送日          | サブタイトル （原題）                      | シナリオ   | 絵コンテ      | 演出       | 作画監督        | キャラクターデザイン |
| ------------------- | --------------- | ------------------------------------------ | ---------- | ------------- | ---------- | --------------- | -------------------- |
| Karte:00            | 2004年 10月11日 | オペの順番                                 | 吉村元希   | 桑原智        | 桑原智     | 瀬谷新二        | 瀬谷新二             |
| Karte:01            | 2004年 10月11日 | 消えた針 （針）                            | 大和屋暁   | 吉村文宏      | 吉村文宏   | 内田裕          | 内田裕               |
| Karte:02            | 10月18日        | アリの足                                   | 桑原智     | 平田敏夫      | 荻原露光   | 西城隆詞        | 神村幸子             |
| Karte:03            | 2006年 7月17日  | ひったくり犬 （万引き犬）                  | 森田眞由美 | 森田浩光      | 棚橋一徳   | 山本径子        | 神村幸子             |
| Karte:04            | 2004年 11月1日  | お医者さんごっこ                           | 竹内啓雄   | 杉野昭夫      | 鈴木卓夫   | 杉野昭夫        | 杉野昭夫             |
| Karte:05            | 11月8日         | 六等星の男 （六等星）                      | 千葉克彦   | 西田正義      | 西田正義   | 西田正義        | 西田正義             |
| Karte:06            | 11月15日        | ある教師と生徒                             | 吉村元希   | 森田浩光      | 矢野篤     | 瀬谷新二        | 瀬谷新二             |
| Karte:07            | 11月22日        | 白いライオン                               | 桑原智     | 西田正義      | 西田正義   | 西田正義        | 西田正義             |
| Karte:08            | 11月29日        | 奇跡の腕 （二つの愛）                      | 森田眞由美 | 吉村文宏      | 吉村文宏   | 内田裕          | 内田裕               |
| Karte:09            | 12月6日         | もらい水                                   | 大和屋暁   | 桑原智        | 萩原露光   | 西城隆詞        | 神村幸子             |
| Karte:10            | 12月13日        | 火の鳥伝説 （不死鳥）                      | 千葉克彦   | 青山弘        | 青山弘     | 古佐小吉重      | 神村幸子             |
| Karte:11            | 2005年 1月17日  | シャチの贈りもの （シャチの詩）            | 桑原智     | 吉村文宏      | 吉村文宏   | 内田裕          | 内田裕               |
| Karte:12            | 1月24日         | にいちゃんを返せ! （にいちゃんをかえせ!!） | 森田眞由美 | 森田浩光      | 矢野篤     | 瀬谷新二        | 瀬谷新二             |
| Karte:13            | 1月31日         | 海賊の腕                                   | 竹内啓雄   | 杉野昭夫      | 竹内啓雄   | 杉野昭夫        | 杉野昭夫             |
| Karte:14            | 2月7日          | 動けソロモン                               | 大和屋暁   | 青山弘        | 青山弘     | 古佐小吉重      | 神村幸子             |
| Karte:15            | 2月14日         | 偽りのウェディング （かりそめの愛を）      | 千葉克彦   | 森田浩光      | 吉村文宏   | 杉野昭夫        | 杉野昭夫             |
| Karte:16            | 2月21日         | ピノコ行方不明 （ピノコ還る!）             | 竹内啓雄   | 森田浩光      | 矢野篤     | 瀬谷新二        | 瀬谷新二             |
| Karte:17            | 2月28日         | 声を失ったアイドル （悲鳴）                | 桑原智     | 吉村文宏      | 吉村文宏   | 内田裕          | 内田裕               |
| Karte:18            | 3月7日          | メールの友情 （ハローCQ）                  | 吉村元希   | 桑原智        | 上野史博   | 山本径子        | 神村幸子             |
| Karte:19            | 3月14日         | がんばれ古和医院 （古和医院）              | 西田正義   | 西田正義      | 西田正義   | 西田正義        | 西田正義             |
| Karte:20            | 3月21日         | 山手線の哲                                 | 竹内啓雄   | 杉野昭夫      | 矢野篤     | 杉野昭夫        | 杉野昭夫             |
| Karte:21            | 4月11日         | 春一番                                     | 會川昇     | 森田浩光      | 土屋日     | 山本径子        | 神村幸子             |
| Karte:22            | 4月11日         | ピノコ大人計画 （ピノコ・ラブストーリー）  | 大和屋暁   | 西田正義      | 西田正義   | 斉藤圭太 篠原隆 | 西田正義             |
| Karte:23            | 4月18日         | 土砂降りのち恋 （土砂降り）                | 吉村元希   | 西田正義      | 西田正義   | 斉藤圭太 篠原隆 | 西田正義             |
| Karte:24            | 4月25日         | ナダレという挑戦 （ナダレ）                | 手塚眞     | 平田敏夫      | 吉村文宏   | 内田裕          | 内田裕               |
| Karte:25            | 5月2日          | コレラ騒ぎ （コレラさわぎ）                | 千葉克彦   | 森田浩光      | 土屋日     | 村上勉          | 神村幸子             |
| Karte:26            | 5月9日          | そろばんの天才 （なんという舌）            | 森田眞由美 | 鈴木卓夫      | 青山弘     | 古佐小吉重      | 神村幸子             |
| Karte:27            | 5月16日         | 最先端ルームの悲劇 （地下壕にて）          | 小林弘利   | 古瀬登        | 古瀬登     | 杉野昭夫        | 杉野昭夫             |
| Karte:28            | 5月23日         | 荒野の伝染病 （ディンゴ）                  | 桑原智     | 森田浩光      | 鈴木卓夫   | 吉村昌輝        | 神村幸子             |
| Karte:29            | 5月30日         | 命を生ける花 （命を生ける）                | 森田眞由美 | 吉村文宏      | 吉村文宏   | 内田裕          | 内田裕               |
| Karte:30            | 6月6日          | 雷雲の中のオペ （曇りのち晴れ）            | 桑原智     | 西田正義      | 西田正義   | 斉藤圭太 篠原隆 | 斉藤圭太 篠原隆      |
| Karte:31            | 6月13日         | 20年目の暗示                               | 吉村元希   | 桑原智        | 鈴木卓夫   | 吉村昌輝        | 神村幸子             |
| Karte:32            | 6月20日         | 青い海の恐怖 （青い恐怖）                  | 千葉克彦   | 桑原智        | 牧野吉高   | 金子匡邦        | 神村幸子             |
| Karte:33            | 6月27日         | 空からの侵略者 （侵略者）                  | 千葉克彦   | 桑原智        | 土屋日     | 山本径子        | 神村幸子             |
| Karte:34            | 7月4日          | 揺れる手術室 （震動）                      | 大和屋暁   | 青山弘        | 青山弘     | 古佐小吉重      | 神村幸子             |
| Karte:35            | 7月11日         | 病院ジャック                               | 森田眞由美 | 西田正義      | 西田正義   | 斉藤圭太 篠原隆 | 西田正義             |
| Karte:36            | 7月18日         | 岬の家は未完成 （やり残しの家）            | 大和屋暁   | 福島一三      | 青山弘     | 古佐小吉重      | 神村幸子             |
| Karte:37            | 8月1日          | イルカと強盗団 （海のストレンジャー）      | 吉村元希   | 鈴木卓夫      | 鈴木卓夫   | 吉村昌輝        | 神村幸子             |
| Karte:38            | 8月8日          | 未知なる者への挑戦 （未知への挑戦）        | 小林弘利   | 森田浩光      | 竹内啓雄   | 杉野昭夫        | 杉野昭夫             |
| Karte:39            | 8月15日         | 戦争はなおも続く                           | 手塚眞     | 吉村文宏      | 吉村文宏   | 内田裕          | 内田裕               |
| Karte:40            | 8月22日         | 人形と警官                                 | 吉村元希   | 青山弘        | 水野健太郎 | 古佐小吉重      | 古佐小吉重           |
| Karte:41            | 8月29日         | オペと映画の奇跡 （フィルムは2つあった）   | 小林弘利   | 森田浩光      | 牧野吉高   | 金子匡邦        | 神村幸子             |
| Karte:42            | 9月5日          | 人生の誤診 （誤診）                        | 森田眞由美 | 鈴木卓夫      | 鈴木卓夫   | 吉村昌輝        | 神村幸子             |
| Karte:43            | 9月12日         | ちぢむ! （ちぢむ）                         | 桑原智     | 吉村文宏      | 吉村文宏   | 内田裕          | 内田裕               |
| Karte:44            | 10月10日        | ピノコ誕生 （畸形嚢腫）                    | 手塚眞     | 古瀬登 宍倉敏 | 宍倉敏     | 平野絵美        | 神村幸子             |
| Karte:45            | 10月17日        | 笑い上戸の同級生 （笑い上戸）              | 大和屋暁   | 西田正義      | 西田正義   | 斉藤圭太 篠原隆 | 西田正義             |
| Karte:46            | 10月24日        | 文化祭の用心棒 （帰ってきたあいつ）        | 桑原智     | 森田浩光      | 土屋日     | 山本径子        | 神村幸子             |
| Karte:47            | 10月31日        | 雪原とヴァイオリン （ストラディバリウス）  | 小林弘利   | 福島一三      | 水野健太郎 | 古佐小吉重      | 神村幸子             |
| Karte:48            | 11月7日         | コマドリと少年                             | 森田眞由美 | 森田浩光      | 牧野吉高   | 金子匡邦        | 神村幸子             |
| Karte:49            | 11月14日        | 人面瘡の本音 （人面瘡）                    | 竹内啓雄   | 鈴木卓夫      | 鈴木卓夫   | 吉村昌輝        | 神村幸子             |
| Karte:50            | 11月21日        | 引き裂かれた兄弟 （おとうと）              | 大和屋暁   | 森田浩光      | 土屋日     | 山本径子        | 神村幸子             |
| Karte:51            | 11月28日        | 噂の座頭医師 （座頭医師）                  | 吉村元希   | 吉村文宏      | 吉村文宏   | 片山みゆき      | 片山みゆき           |
| Karte:52            | 12月5日         | 一瞬の目撃者 （目撃者）                    | 大和屋暁   | 高柳哲司      | 水野健太郎 | 古佐小吉重      | 神村幸子             |
| Karte:53            | 12月19日        | ロッカーのゆりかご （赤ちゃんのバラード）  | 森田眞由美 | 森田浩光      | 牧野吉高   | 金子匡邦        | 神村幸子             |
| Karte:54            | 2006年 1月16日  | 偽り親子の幸運不運 （幸運な男）            | 大和屋暁   | 角銅博之      | 鈴木卓夫   | 吉村昌輝        | 神村幸子             |
| Karte:55            | 1月23日         | 命のプラットホーム （ある女の場合）        | 小林弘利   | 西田正義      | 西田正義   | 斉藤圭太 篠原隆 | 西田正義             |
| Karte:56            | 1月30日         | 縫い目皮膚の提供者 （友よいずこ）          | 竹内啓雄   | 吉村文宏      | 水野健太郎 | 古佐小吉重      | 神村幸子             |
| Karte:57            | 2月6日          | ピノコのお受験日記 （ハッスル・ピノコ）    | 小林弘利   | 鈴木卓夫      | 土屋日     | 山本径子        | 神村幸子             |
| Karte:58            | 2月13日         | 老人と大木 （老人と木）                    | 大和屋暁   | 鈴木卓夫      | 鈴木卓夫   | 吉村昌輝        | 神村幸子             |
| Karte:59            | 2月20日         | ブラッククィーン （ブラック・クイーン）    | 吉村元希   | 西田正義      | 西田正義   | 斉藤圭太 篠原隆 | 西田正義             |
| Karte:60            | 2月27日         | 過去ある二人めぐり逢い （再会）            | 森田眞由美 | 角銅博之      | 牧野吉高   | 金子匡邦        | 神村幸子             |
| Karte:61 〈最終話〉 | 3月6日          | 二人のピノコ （ふたりのピノコ）            | 森田眞由美 | 吉村文宏      | 鈴木卓夫   | 吉村昌輝        | 神村幸子             |
| Special Karte       | 2006年 7月17日  | 樹海のかまいたち （通り魔）                | 手塚眞     | 森田浩光      | 長尾粛     | 井上善勝        | 神村幸子             |

2004年10月25日、12月27日、2005年1月3日、10日、3月28日、4月4日、7月25日、9月19日、26日、10月3日、12月12、26日、06年1月2日は特別番組、04年12月20日と06年1月9日は『名探偵コナン』2時間スペシャルのため休止。
- 『Karte00：オペの順番』『Karte01：消えた針』は初回1時間スペシャルとして放送。原作では『オペの順番』は手塚治虫が最後に執筆したブラック・ジャック作品で便宜上の最終回にあたる。
- 『Karte21：春一番』『Karte22：ピノコ大人計画』は春の1時間スペシャルとして放送。
- 『Karte49：人面瘡の本音』はOVA版の『カルテIX：人面瘡』とは関係ない。またラストで犯人は判決で終身刑を言い渡されるが実際の日本に終身刑はない。[注釈 4]
- 『Special Karte：ひったくり犬』『Special Karte：樹海のかまいたち』は秘蔵版スペシャルとして放送。また、『ひったくり犬』は、本来は2004年10月25日分のKarte03として放送する予定であったが、新潟県中越地震の影響でSpecial Karteへの放送となった。

## 放送局
| 放送局                         | 放送期間                      | 放送日時           |
| ------------------------------ | ----------------------------- | ------------------ |
| 読売テレビ・日本テレビ系列28局 | 2004年10月11日 - 2006年3月6日 | 月曜 19:00 - 19:30 |

## テレビスペシャル

### 『ブラック・ジャック スペシャル 〜命をめぐる4つの奇跡〜』
讀賣テレビ放送・手塚プロダクション制作。讀賣テレビ放送・日本テレビ系にて2003年12月22日19時00分 - 20時54分に、同名原作4作品をベースにしたエピソードが放映された。手塚眞監督。主題歌はB'z「ROOTS」。テーマ曲は松本孝弘「THE THEME OF B.J.」。
このアニメの好評からレギュラー放送が開始された。BJとピノコの声優はOVA版から引き継いでおり、「Tom」のマスター（哲）と本間久美子役もそのままレギュラー放送でも続投されることとなる。特別出演に加藤浩次、山本圭一（共に極楽とんぼ）、大和田伸也、手塚眞。

#### 各話ストーリーとキャスト
Karte：1 医者はどこだ!
ストーリー
西洋の国で、札付きの不良で町内の大富豪・ニクラの息子であるアクドが自損事故で瀕死の重傷を負う。息子の命をどうにかして救いたいニクラは有能な医者はいないかと命じる。そんな中、息子を救える可能性がある医者として日本よりBJが呼び出される。
キャスト
- ニクラ - 徳丸完
- アクド - 森久保祥太郎
- デビィ - 保志総一朗
- デビィの母 - 百々麻子
- ニクラの秘書 - 島田敏
- 刑事 - 青森伸
- 院長 - 後藤史彦
- 警官 - 田中一成
- 裁判官 - 大和田伸也（特別出演）

Karte：2 勘当息子
ストーリー
ある田舎で、帰りの手段を失い路頭に迷っていたBJとピノコは、ひょんなことから一人の老婆が住む家に泊めてもらうことになった。その日は彼女の還暦であり、老婆は久々に子供たちが帰って来るのをひたすら楽しみにしていた。そのとき、突然彼女の家にやって来たのは、老婆とその亡き夫との軋轢で家を追い出されていた四男であった。
キャスト
- 老婆 - 巴菁子
- 四郎 - 草尾毅
- 配達人 - 中田雅之
- 手塚治虫 - 手塚眞（特別出演）

Karte：3 U-18は知っていた
ストーリー
コンピュータが診察し、コンピュータが手術をする。そんな巨大ハイテク病院を制御するメイン・コンピュータ《ブレイン》がある日突然、入院患者を人質にとって反乱を起こした。「ワタシハビョウキデス。ブラック・ジャックヲ ツレテキナサイ」。駆け付けたBJは、コンピュータの手術をはじめる。
キャスト
- ワットマン - 高島雅羅
- U-18 - 津村まこと
- 係員 - 渋谷茂
- パイロット - 三戸耕三

Karte：4 ときには真珠のように
ストーリー
ピノコがナイフを探していると、石の棒が見つかった。中には一本のメスが入っている。そのメスでケーキを切ろうとするピノコをBJが引き止める。そして、ピノコにこれは本間丈太郎のものだと告げ、過去を回想する。ある日、BJに小包が届く。開けるとそれはカルシウムが凝固して出来た棒で、中にはメスが入っていた。送り主は本間丈太郎だ。BJは本間のもとへと急ぐ。本間は老衰だったがその日は調子が良く、懺悔を話し出す。実は石の棒は、まだ幼いBJのオペの際に体内に置き忘れたままだったメスだった。ここまで話すと本間は、「人間が生き物の生き死にを自由にしようなんておこがましいとは思わんかね…」と言い残し、意識を失う。近くの病院でオペをするが、本間は甲斐なく死去した。そのあとBJは、ピノコと共に墓参りに行き、心の中で本間に問いかけるが、行きつけのカフェでマスターの哲が本間の娘・久美子に語った言葉を聞き「あなたの言うことは正しいのかもしれない…。しかし、私は医者だ」と迷いを断ち切り、メスを崖から海に向かって投げ、去ってゆく。
キャスト
- 八百屋、若い医者 - 山本圭一（特別出演）
- 若い医者 - 加藤浩次（特別出演）

#### スタッフ（SP）
- 企画 - 清水義裕、諏訪道彦
- 監督 - 手塚眞
- 脚本 - 吉村元希（Karte1・3）、大和屋暁（Karte2・4）
- キャラクターデザイン・総作画監督 - 神村幸子
- 絵コンテ - こだま兼嗣（Karte1・2）、森田浩光（Karte3・4）
- 演出 - 前島健一（Karte1）、佐藤照雄（Karte2）、三家本泰美（Karte3）、佐山聖子（Karte4）
- 作画監督 - 小林ゆかり（Karte1）、河南正昭（Karte2）、水村十司（Karte3）、熊谷哲矢（Karte4）
- 美術監督 - 柴田正人
- 撮影監督 - 岡崎英夫（Karte1）、川口正幸（Karte2）、堀越弘伸（Karte4）
- 色彩設定 - 岡野強
- 音楽 - 池田大介
- 音響監督 - 浦上靖夫、井澤基
- チーフプロデューサー - 諏訪道彦
- プロデューサー - 久保田稔、宇田川純男、植田益朗
- 製作 - よみうりテレビ、手塚プロダクション

## アニメ映画

### 『ブラック・ジャック ふたりの黒い医者』
2005年12月17日公開作品。東宝配給。手塚眞監督。『ブラック・ジャック』の劇場版。原作から複数のエピソード（『恐怖菌』『ふたりの黒い医者』『タイムアウト』『湯治場の二人』）を引用して、劇場用オリジナルストーリーとして再構成したもの。音楽は初期の手塚アニメを手がけた冨田勲が担当。主題歌はTourbillon「もう一度君に」。『ふたりの黒い医者』を冠しているOVAカルテIVおよびVシネマ3話とはドクターキリコが登場する以外、一切関連はない。また、出﨑統監督の劇場アニメ『BLACKJACK（ブラックジャック劇場版）』と本作は関連が一切無いが、事実上の1作目、またエンディングはTVスペシャル並みに作られている。なお、劇場上映では本編の前に短編のアニメーション「Dr.ピノコの森の冒険」が併映された（冨田勲の音楽で映像と音がシンクロしている）。

#### ストーリー
京都のダイダロス製薬会社のビルで爆発事件が起きた。BJは友引警部によって留置されていたが、負傷した患者を治すことを条件に放免され、事件現場で瓦礫に挟まれていて動かせなかった幼児を危機一髪で助ける。
それから1か月後、BJは爆発事故で母親が危篤状態だという兄妹から依頼を受ける。一方、その母親はドクター・キリコに安楽死を依頼していたのだったが、そこへBJが駆けつけて患者の手術を開始した。手術は無事成功したものの、後にその親子が事故死したと聞かされBJは絶叫する。
ショックを受けたBJはメスを鍛えてもらうため、針師・琵琶丸と共に刀鍛冶の馮二斉（ひょうじさい）を訪ねるが、直後に馮二斉は医の道を説く遺言を遺し死んでしまう。BJはその遺言の真の意味を理解できず、絶望感を深めていった。
そんな中、BJはテロ組織「イカロスの亡霊」のロックらによってイカロス島に連れていかれる。そこには「サタン」という細菌に感染した患者たち、そしてキリコがいた。患者をめぐり、BJとキリコは命をかけた対決を行う。

#### 登場人物（映画）
ドクター・キリコ
声 - 鹿賀丈史（予告編のみ若本規夫）
ロック
声 - 石垣佑磨（女装時：ゆかな）
イカロスの亡霊のメンバー。優秀な研究員だった両親をダイダロスによって殺されたため、ダイダロスを憎んでおり、シルバーモデルの回転式拳銃を所持している。自分の故郷でもあるイカロス島に訪れた際にハカセに「サタン」を注入されてしまうが、自身の血中に「サタン」の免疫が作られていた為、唯一症状が出ずに済んでいる（実は事故発生の際、細菌の製造に加担していたことを知り発見した「サタン」のワクチンを隠し持っていた両親が既に彼の体内に注入していた）。その後、BJとのやり取りでハカセとギルが裏切り者だったと知ると、イカロス島に訪れたミスターグッドマンに報告し、「サタン」に対する免疫が自身の体内にあると説明する。しかし、そのミスターグッドマンがゴアであったことを知り、すぐさま射殺しようとするもギルにより妨害され、BJが船に乗り込んで来たおかげで脱出には成功したものの、ギルの銃撃によって肩を負傷。それでもBJの手当てを拒否し、すぐさま研究所に戻ってゴアとの戦いの末に杖に仕込んでいたナイフで腹部を刺されて致命傷を負うが、同時にギラから奪っていたブーメランナイフで彼の胸部を刺して致命傷を負わせる。その後、ミドリのために血液を提供し、自分はもう助からないと悟ると、BJに脱出用に用意しておいたボートを使ってミドリと共に逃げるように言い残し、静かに息を引き取った。
ミドリ
声 - 平山あや
ロックの婚約者で、生物学者の女性。イカロスの亡霊と共にイカロス島を訪れた際にハカセに「サタン」を注入されて感染してしまうが、ロックの輸血のおかげで体内に免疫が作られたために軽い症状で済み、生き延びることができた。その後、ロックの輸血と共に手術され、BJ、キリコと共にイカロス島を脱出し、最後にはBJに「ロックは、あんたの中で生きている」と諭され、涙を流す。
ピック
声 - 笹沼晃
イカロスの亡霊のメンバー。ロックとダボリングとは違い、無関係な人間を巻き添えにしたことに罪悪感を抱いていた。ロックらとイカロス島を訪れた時にハカセに「サタン」を注入され、キリコに安楽死させられそうになり、苦しみつつもBJに命乞いをするが、最期は彼の手術の甲斐も無いまま肺水腫で死亡してしまう。
ダボリング
声 - 江川央生
イカロスの亡霊のメンバー。ロックと共にダイダロスを憎んでおり、「世界を救うと言いながら大儲けを企んでる偽善者」と酷評している。ロックらとイカロス島に訪れた時にハカセに「サタン」を注入され、末期状態の危機に陥ってしまい、最期はキリコによって安楽死させられた。
ギラ
声 - 深見梨加
イカロスの亡霊のメンバーで、金髪のパンクヘアーと吊り目、パープルの口紅が特徴の女。ブーメランにもなるナイフを愛用している（ゴアの船から海へ飛び込んだBJとロックに追い討ちする時のみ拳銃を使用している）。ギルと共にロックを裏切り、ゴア、ギルと共に研究所で「サタン」のサンプルを見つけた後で彼を始末しようとするが、ロックを撃ち殺そうとしたギルに誤って額を撃たれて死亡した。
ギル
声 - 石井康嗣
イカロスの亡霊のメンバー。常にサングラスをかけているため素顔は不明。自動式拳銃を所持している。ギラと共にロックを裏切り、キリコに「サタン」を注射され、彼とBJによって真相を知ったロックに問い詰められていたハカセを射殺し、次いでにロックを始末しようとするが、ポリーに妨害されたり、ゴアに止められた直後にBJに鉄パイプで殴り倒されたり、研究所で「サタン」のサンプルを見つけた際、誤ってギラを射殺してしまったりと何度も失敗に終わる。その後、ミドリと共に脱出を図ったBJに対して銃撃を行い、止めに入ったキリコにも銃撃して重傷を負わせるが、BJが投げたメスが額に刺さり死亡した。
ハカセ
声 - 青野武
イカロス島の医師だが、実は裏で暗躍する者の一人で、ゴアに様々な密告をしていた。ハカセという名は通称（自称）で、本名は不明。語尾に「～でしぃ」とつけるのが口癖。ロックらがイカロス島に訪れた際、実験台の為に「伝染病の予防」と偽って「サタン」を注入し感染させる。しかし、自身もキリコによって「サタン」を注射され、更にロックにも秘密が知られてしまい、二人に問い詰められた挙句ギルに射殺される。
ゴア
声 - 大和田伸也
表向きは難病の根絶を目標に世界中の病院や研究施設に多大な支援をしている大手製薬企業ダイダロスの会長だが、真の姿は「イカロスの亡霊」の首領で、イカロス島にいた他の感染者もろともロックの両親を殺した張本人である。船にてロックの体内に「サタン」の免疫があると知ると、今まで自分がした事を全て話し、「一緒に世界のトップに立とう」と勧めるが、BJが船に乗り込んで来た事によりロックを逃がしてしまう。その後、研究所にて「サタン」のサンプルを見つけた後に起爆装置を作動させ、ロックを杖に仕込んでいたナイフで刺したが、彼がギラから奪ったブーメランナイフで胸部を刺された事が致命傷となり、キリコに命乞いをするも結局は安楽死させられた。
ミスター・グッドマン
声 - 有本欽隆
ロックとミドリ同様ダイダロスを恨む実力者。白いスーツに仙人を彷彿とさせる白い長髪と眉毛、髭をたくわえているのが特徴。正体はダイダロスの会長ゴア。サタンを用いて富を得るために変装し、孤児だったロックを拾い、彼とミドリを大学で引き合わせるなどしていた。
ポリー
声 - 丸山美紀
イカロス島に生息する黄緑色のリスに似た生物で、ロックの相棒兼ペット的存在。猿に似た声で鳴く。他の島の獰猛な生物に対して威嚇したり、ギルやゴアに飛びついたりするなど勇敢な一面も見せる。BJ、キリコ、ミドリと共に島を脱出し生還する。
友引警部
声 - 内海賢二
琵琶丸
声 - 野沢那智
馮二斉
声 - 小林清志
兄妹の母
声 - 伊藤美紀
兄
声 - 緒方恵美
妹
声 - 柚木涼香
医師
声 - 川津泰彦
救急隊員
声 - 菅原淳一、三戸耕三、小野大輔
陣内隊員
声 - 陣内智則
黒田医師
声 - メッセンジャー黒田
通行人
声 - 菊丸文太
ウェイトレス
声 - 手塚千以子

#### スタッフ（映画）
- 原作 - 手塚治虫
- 製作統括 - 松谷孝征、小石川伸哉
- 企画 - 清水義裕、諏訪道彦
- 監督 - 手塚眞
- 脚本 - 千葉克彦
- キャラクターデザイン・作画監督 - 杉野昭夫
- 演出 - 竹内啓雄
- 美術監督 - 市原美恵子
- 色彩設定 - 岡野強
- 撮影監督 - 中村圭介
- 編集 - 森田清次
- 音楽 - 冨田勲
- 音響監督 - 井澤基
- 医学アドバイザー - 竹下俊隆
- チーフプロデューサー - 諏訪道彦、久保田稔
- プロデューサー - 斎藤朋之、宇田川純男
- アニメーション制作 - 手塚プロダクション
- 製作 - 映画「ブラック・ジャック」製作委員会（読売テレビ、手塚プロダクション、東宝、日本テレビ、秋田書店、エイベックス・エンタテインメント、電通、読売テレビエンタープライズ、スカパー・ウェルシンク）

#### 原作と映画版の違い
- 感染したイカロスの亡霊の2名（ピックは肺水腫で死亡、ダボリングはキリコによって安楽死されてしまう）、原作では船員がBJの治療によって助けられる。
- ビルに挟まった子供の名前は映画ではトモだが、原作ではタカシ。

#### 劇中設定
イカロスの亡霊
謎のテロ組織。ダイダロスのビルを爆破したが、その理由はロックの両親がダイダロスによって見殺しされたことの復讐である。しかし、突然サタンに感染し、ピックは肺水腫で死亡し、ダボリングはキリコによって安楽死されてしまうが、この感染は実際にはゴアの陰謀によるものである。終盤ではイカロスの亡霊のメンバーが全員死亡という無惨な結末になってしまう。
ダイダロス
大手製薬会社で、会長はゴア。イカロスの亡霊の標的になったが、実態はゴアによる自作自演で、サタンとそのワクチンで富を得るためにはビルなど惜しくもないことがゴアの口から明かされた。
サタン
感染病。イカロスの亡霊のメンバーとミドリが感染した。正体はゴアの陰謀によって作られた細菌で、キリコ曰く「みるみる体中が膿出て、脳が溶けていく」。唯一生き残ったのはミドリのみである。
イカロス島
サタンの感染源の島で、ロックが生まれ育った故郷。関連施設はゴアが起爆装置を作動させたため、爆発で消滅した。

### 『Dr.ピノコの森の冒険』
『ブラック・ジャック ふたりの黒い医者』と同時上映。ピノコが主人公のオリジナルのショートストーリー（本編前の7分間の作品）。冨田勲により、キャラクタの動作と同期した音楽が付けられている。
本短編は絵本も出ている。
- 「Dr.ピノコの森の冒険」単行本：41ページ、出版社：小学館、ISBN 4-09-750841-5、発売日：2005年12月。

あらすじ
BJに忘れ物を届けようとして森に迷い込んだピノコとラルゴ。ピノコは森で怪我をしていた動物たちを治療する。そして洞窟に眠るユニコに出会う。
キャスト
- ユニコ - 手塚るみ子
- ドラゴン - ウド鈴木（キャイ〜ン）
- クマ - 天野ひろゆき（キャイ〜ン）

## 映像ソフト化
- テレビスペシャル「ブラック・ジャック スペシャル 〜命をめぐる4つの奇跡〜」のDVDは2004年12月17日発売。
- 本編のDVDは2005年8月3日～2007年4月4日発売。全21巻。
- 映画『ブラック・ジャック ふたりの黒い医者』は2006年7月14日発売。

## ネット配信
2022年11月から2023年5月8日まで、原作50周年を記念し、YouTube「手塚プロダクション公式チャンネル」から期間限定無料配信が行われた。